# Walter Rose
Walter Rose (* 5. November 1912 in Leipzig; † 27. Dezember 1989 in Westberlin) war ein deutscher Fußball- und einmaliger Nationalspieler.

## Karriere

### Vereine

#### Vor dem Zweiten Weltkrieg
Rose begann als neunjähriger Schüler in der Jugendabteilung des Leipziger Stadtteilvereins FC Viktoria 06 Leutzsch mit dem Fußballspielen. Über die KG Rote Sporteinheit Leutzsch, für die er von 1930 bis 1932 aktiv war, gelangte er zur SpVgg 1899 Leipzig, mit der nach der erfolgreichen Aufstiegsrunde 1936/37 in die Gauliga Sachsen aufstieg. Die Gauliga Sachen war eine von zunächst 16, später von 23 Gauligen, die in der Zeit des Nationalsozialismus die höchste Spielklasse im Deutschen Reich bildeten.
Im Februar 1940 wurde er zum Wehrdienst an die polnisch-russische Grenze herangezogen. Nach sechs Monaten wurde er nach Chemnitz zurückversetzt, wo er bis 1942 stationiert war. In der Saison 1940/41 und 1941/42 spielte er beim Gauligisten PSV Chemnitz. 1943 kam er an die Front nach Russland in das Gebiet von Smolensk. In russische Kriegsgefangenschaft geraten, wurde er am 9. Juni 1945 aus dieser entlassen.

#### Nach dem Zweiten Weltkrieg
Von 1945 bis 1949 gehörte er der SG Lindenau-Hafen an, für die er von 1946/47 bis 1948/49 in der Bezirksliga Leipzig Punktspiele bestritt. Nachdem es der FDJ im Frühjahr 1948 gelungen war, die von der sowjetischen Besatzungsmacht auferlegte Kreisgebundenheit zu Fall zu bringen, konnte erstmals die Meisterschaft der deutschen Ostzone ausgetragen werden. In Sachsen, Sachsen-Anhalt und Thüringen wurden noch keine Landesmeisterschaften ausgespielt. Deshalb fanden hier im Frühjahr 1948 Qualifikationsturniere statt, um die Vertreter für die Fußball-Ostzonenmeisterschaft 1948 zu ermitteln. Lindenau-Hafen konnte sich dabei in Leipzig nicht durchsetzen. 1948/49 gewann die SG Leipzig-Leutzsch in der Bezirksliga Leipzig die Meisterschaft. Lindenau belegte einen der unteren Plätze der Tabelle. Unmittelbar vor Beginn der erstmals stattfindenden Sachsen-Meisterschaft ging aus der SG Leipzig-Leutzsch die neue Zentrale Sportgemeinschaft ZSG Industrie Leipzig hervor. Mit der Namensänderung wurden gleichzeitig die besten Spieler von Leutzsch und Lindenau-Hafen zu einem Team vereint. In der Endrunde in Sachsen belegte die Industrie mit dem Ex-Nationalspieler hinter dem Meister SG Dresden-Friedrichstadt und der SG Meerane den dritten Platz und konnte sich somit nicht für Ostzonen-Meisterschaft 1949 qualifizieren.

#### DS-Liga/DDR-Oberliga
In der Saison 1949/50 wurde die Meisterschaft der deutschen Ostzone erstmals in einer Liga unter Regie des Deutschen Sportausschusses (DS) ausgespielt. Horch Zwickau gewann die Meisterschaft vor SG Friedrichstadt Dresden. Walter Rose kam mit seinem Team der ZSG Industrie Leipzig auf den 8. Tabellenplatz. In 24 Einsätzen (2 Tore) hatte der Routinier in der Abwehr der Leipziger mitgewirkt. Die ZSG wurde am 16. August 1950 in BSG Chemie Leipzig umbenannt. Die „Grün-Weißen“ vom Georg-Schwarz-Sportpark in Leutzsch gewannen im Entscheidungsspiel am 20. Mai 1951 in Chemnitz mit 2:0 Toren gegen Turbine Erfurt die Meisterschaft 1950/51. Walter Rose hatte alle 34 Spiele bestritten und wurde nach 1948 und 1949 zum dritten Mal in das Allstarteam aufgenommen. Mit 39 Jahren feierte der Nationalspieler von 1937 den Gewinn der DDR-Meisterschaft 1951. Er war immer noch einer der Besten in der Verteidigung, spielte dynamisch und schoss die härtesten Freistöße und Elfmeter im DDR-Fußball. Mit der Vizemeisterschaft in der Saison 1953/54 hinter Turbine Erfurt – mit 42 Jahren hatte er noch 28 Spiele vorzuweisen gehabt – beendete Walter Rose seine aktive Spielerlaufbahn. Er kam auf 151 Oberligaspiele mit 26 Toren. Er galt zwei Jahrzehnte als einer der besten deutschen Verteidiger und war das große Idol der Messestadt.

### Auswahl-/Nationalmannschaft
Gemeinsam mit Willibald Kreß hat Walter Rose mit 28 Spielen die meisten Einsätze aller in den Gau-Auswahlwettbewerben von 1933 bis 1942 eingesetzten Spieler. In den beiden Finalspielen um den Reichsbundpokal 1935/36 gegen die Gauauswahlmannschaft Südwest gehörte er aktiv dem Siegerteam an. Als Pokalverteidiger erlebte er am 27. Februar 1937 in Berlin im Post-Stadion die 1:2-Finalniederlage gegen die Gauauswahlmannschaft Niedersachsen. In den Jahren 1938 und 1939 drang Sachsen mit Rose in der Läuferreihe und dem verantwortlichen Trainer Georg Wurzer jeweils in das Halbfinale vor. In der Runde 1940/41 bestritt er seine Sachsen-Auswahlspiele als Angehöriger des PSV Chemnitz gemeinsam mit seinem Vereinsmitspieler Ernst Willimowski.
Als Aktiver der Spielvereinigung Leipzig gehörte Walter Rose mit 23 Jahren jeweils den Nationalmannschaftskadern für die Länderspiele am 15. September gegen Polen und Estland und am 20. Oktober 1935 gegen Bulgarien an. Reichstrainer Otto Nerz brachte ihn aber nicht zum Einsatz. Anfang Mai 1936 nahm er am ersten Olympia-Lehrgang teil und wurde als Mittelläufer auch am 9. Mai 1936 in Hamburg in einer Deutschen-Auswahl gegen den FC Everton eingesetzt. Am 15. August 1937 fand ein Testspiel einer Deutschland-Auswahl mit dem überzeugend spielenden Leipziger als rechter Läufer gegen eine SA-Auswahl statt. Auch im Spiel der Sachsen-Auswahl gegen die Niederrhein-Auswahl in Köln hatte er vor den Augen von den DFB-Verantwortlichen Nerz und Herberger Pluspunkte sammeln können. Am 29. August 1937 kam er im WM-Qualifikationsspiel zur Weltmeisterschaft 1938 in Königsberg gegen die Nationalmannschaft Estlands als rechter Außenläufer zum Einsatz. An der Seite von Mittelläufer Ludwig Goldbrunner agierte er im Mittelfeld der Nationalmannschaft beim 4:1-Sieg über die Esten. Durch den überzeugenden 8:0-Erfolg am 16. Mai 1937 in Breslau gegen Dänemark – das war die Geburtsstunde der „Breslau-Elf“- waren die Plätze in der Verteidigung und Läuferreihe in der Länderelf praktisch festgelegt. Hans Jakob im Tor, Paul Janes und Reinhold Münzenberg als Verteidiger und in der Läuferreihe Andreas Kupfer, Ludwig Goldbrunner und Albin Kitzinger waren fest auf ihre Plätze abonniert. Zusätzliche Erschwernis stellte bei Walter Rose die Klassenzugehörigkeit seines Vereines dar. Die Spielvereinigung spielte nur einmal 1937/38 in der Gauliga Sachsen. Die „Rot-Weißen“ aus dem Enders-Sportpark im Stadtteil Lindenau waren zumeist hinter dem VfB, Fortuna und auch SV TuRa Leipzig leistungsmäßig in der Zweitklassigkeit angesiedelt. Der Klassespieler durfte als Kaderangehöriger des DFB keinen Wechsel durchführen; daran scheiterte auch sein Versuch des Übertritts zum VfB Leipzig.

## Auszeichnungen
Ende Januar 1954 nahm Rose in Leipzig vom Stellvertreter des Ministerpräsidenten der DDR, Walter Ulbricht, die staatliche Auszeichnung Meister des Sports entgegen und war somit einer von neun Fußballspielern, die an jenem Tag diese Ehrung erhielten.

## Sonstiges
Rose trainierte bereits 50/51 sehr erfolgreich die Jungligavertretung von Chemie. Die Saison 1952/53 war er als Spielertrainer des BSG Chemie Leipzig aktiv und brachte sich danach als Funktionär (u. a. als Sektionsleiter) ein. Als Privatmann war er noch bis 1983 zehn Jahre als Platzwart tätig.
Sein Enkel Marco Rose war ebenfalls Fußballspieler und ist seit dem Ende seiner Spielerkarriere als Trainer tätig (2022–2025 bei RB Leipzig).